# Shelly Manne
Shelly Manne (New York, 1920. június 11. – Los Angeles, 1984. szeptember 26.) amerikai dzsesszdobos. Sheldon „Shelly” Manne-t többnyire a nyugati parti dzsesszhez sorolják. Sokoldalú volt, számos más stílusban is játszott, beleértve a dixielandet, a swinget, a bebop-ot, az avantgarde- és fúziós dzsesszt.

## Pályafutása
Manne apja és nagybátyja is dobolt. Csodálta a korabeli nagy swingdobosokat, Jo Jonest és Dave Tough-t, aki példaképe és mentora lett. Példaképe volt Sid Catlett és Kenny Clarke is.
Tinédzserként a manhattani 52. utca klubjaiban játszott. Hamarisan olyan sztárokkal készültek felvételei, mint Coleman Hawkins, Charlie Shavers és Don Byas, továbbá a Duke Ellington Orchestra zenészeivel is: Johnny Hodges, Harry Carney, Lawrence Brown és Rex Stewart. Manne hamarosan olyan bebop zenészekkel is dolgozott, mint Dizzy Gillespie, Charlie Parker, Flip Phillips, Charlie Ventura, Lennie Tristano és Lee Konitz.
Manne végül is Woody Herman és Stan Kenton big bandjének tagjaként vált igazán ismertté. Az 1940-es évek végén és az 1950-es évek elején díjakat is nyert, és részt vett a nyugati parti dzsessz fejlesztésében. Dobolt Shorty Rogers, Hampton Hawes, Red Mitchell, Art Pepper, Russ Freeman, Frank Rosolino, Chet Baker, Leroy Vinnegar, Pete Jolly, Howard McGhee, Bob Gordon, André Previn együtteseiben is.
Saját zenekara, a Shelly Manne & His Men 1955-ben jött létre. Később saját dzsesszklubja volt Los Angelesben (The Manne Hole), és részt vett Ornette Colemannel és Tom Waits-szel és a Third Stream kísérletekben is. Gyakran dolgozott stúdiózenészként, írt filmzenét, (például a Daktari című televíziós sorozathoz).
Roy Kral egyszer azt mondta, hogy "soha nem hallott még dobost ilyen szépen játszani egy énekes mögött, mint Shelly Manne-t".
Dobolt is néha olyan neves énekesek mellett, mint Ella Fitzgerald, Mel Tormé, Peggy Lee, Frank Sinatra, Ernestine Anderson, Sarah Vaughan, Lena Horne, Blossom Dearie, Nancy Wilson. A Manne által kísért énekesek közül nem is mindegyik volt dzsesszénekes (Teresa Brewer, Leontyne Price, Tom Waits, Barry Manilow...)
Néhány héttel egy ártalmatlannak tűnő lovasbaleset után hunyt el zsírembóliában.

## Lemezválogatás
- Shelly Manne, Jimmy Giuffre, Shorty Rogers, Bill Russo, Deep People (1951–1952)
- Shelly Manne & His Men, The West Coast Sound (1953–1955)
- Shelly Manne & His Men, Swinging Sounds (1956)
- Shelly Manne & His Men, More Swinging Sounds (1956) Stu Williamson, Charlie Mariano, Russ Freeman, Leroy Vinnegar
- Shelly Manne, My Fair Lady (1956) André Previn, Leroy Vinnegar
- Shelly Manne & His Men, Concerto for Clarinet & Combo (1957) Bill Smith
- Shelly Manne, Li'l Abner (1957) André Previn, Leroy Vinnegar
- Shelly Manne & Friends, Bells are Ringing (1958)
- Shelly Manne & His Men, The Gambit (1958)
- Shelly Manne & His Men at The Black Hawk (5 CDs, 1959)
- Shelly Manne & His Men, Shelly Manne & His Men Play „Peter Gunn” (1959) Conte Candoli, Herb Geller, Russ Freeman, Victor Feldman
- Shelly Manne & his Man Play more Music from Peter Gunn (1959) Joe Gordon, Richie Kamuca, Russ Freeman, Victor Feldman, Monty Budwig
- Shelly Manne & His Men, At The Manne Hole (2 CDs, 1961)
- Shelly Manne, Steps to the Desert (1962)
- Shelly Manne Empathy (1962) Bill Evans, Monty Budwig
- Shelly Manne,  2-3-4 (1962) Coleman Hawkins, Hank Jones, Eddie Costa, George Duvivier
- Shelly Manne & His Men, Boss Sounds! (1966)
- Shelly Manne, Daktari (1967)
- Shelly Manne, Perk Up (1967)
- Shelly Manne, Double Piano Jazz Concert at Carmelo's (2 CDs, 1980)
- Shelly Manne Monty Alexander, Ray Brown (1981)

## Fordítás
Ez a szócikk részben vagy egészben  a   Shelly Manne című német Wikipédia-szócikk ezen változatának fordításán alapul.  Az eredeti cikk szerkesztőit annak laptörténete sorolja fel. Ez a jelzés csupán a megfogalmazás eredetét és a szerzői jogokat jelzi, nem szolgál a cikkben szereplő információk forrásmegjelöléseként.